# Audi A6 C6
Der Audi A6 C6 ist ein Pkw-Modell der oberen Mittelklasse von Audi, das von Frühjahr 2004 bis Mitte 2011 als dritte Generation des Audi A6 produziert wurde.

## Modellgeschichte

### Allgemeines
Im April 2004 erschien der Typ 4F zunächst als Limousine (formale Präsentation: Genfer Auto-Salon 2004). Die Kombivariante Avant (formale Präsentation: in der Pinakothek der Moderne im Herbst 2004) wurde ab März 2005 angeboten. Von Januar bis Dezember 2005 wurden in Deutschland 63.621 Fahrzeuge neu zugelassen. Der S6 (formale Präsentation: NAIAS 2006) und S6 Avant sowie der Allroad Quattro (formale Präsentation: Genfer Auto Salon 2006) wurden Mitte 2006  eingeführt.
2010 wurden nach Angaben des Kraftfahrtbundesamtes in Deutschland 30.079 Audi A6/S6 neu zugelassen, darunter 90,9 Prozent mit Dieselantrieb. 86,7 Prozent der Neuzulassungen entfielen auf gewerbliche Halter.

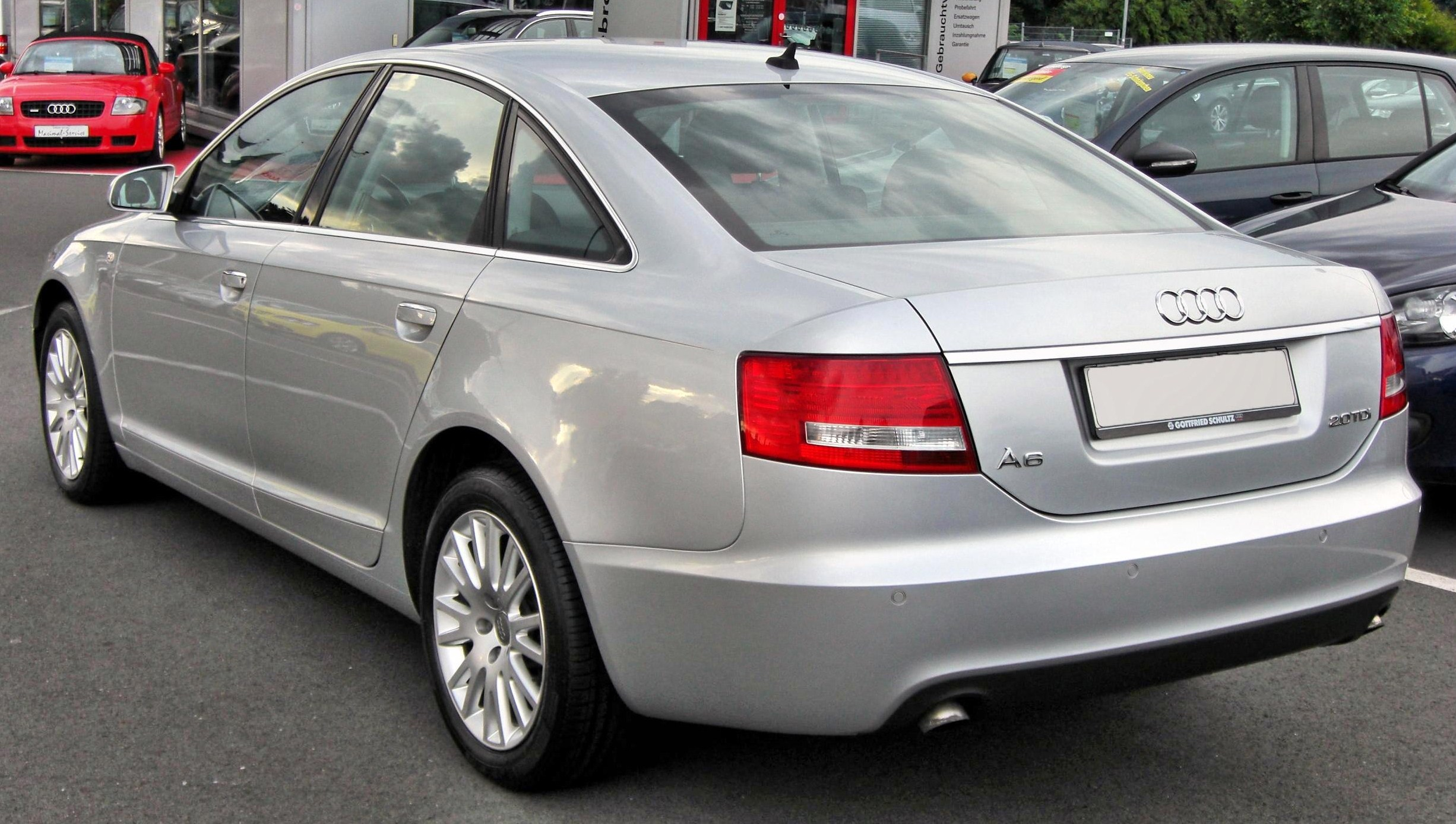
Heckansicht
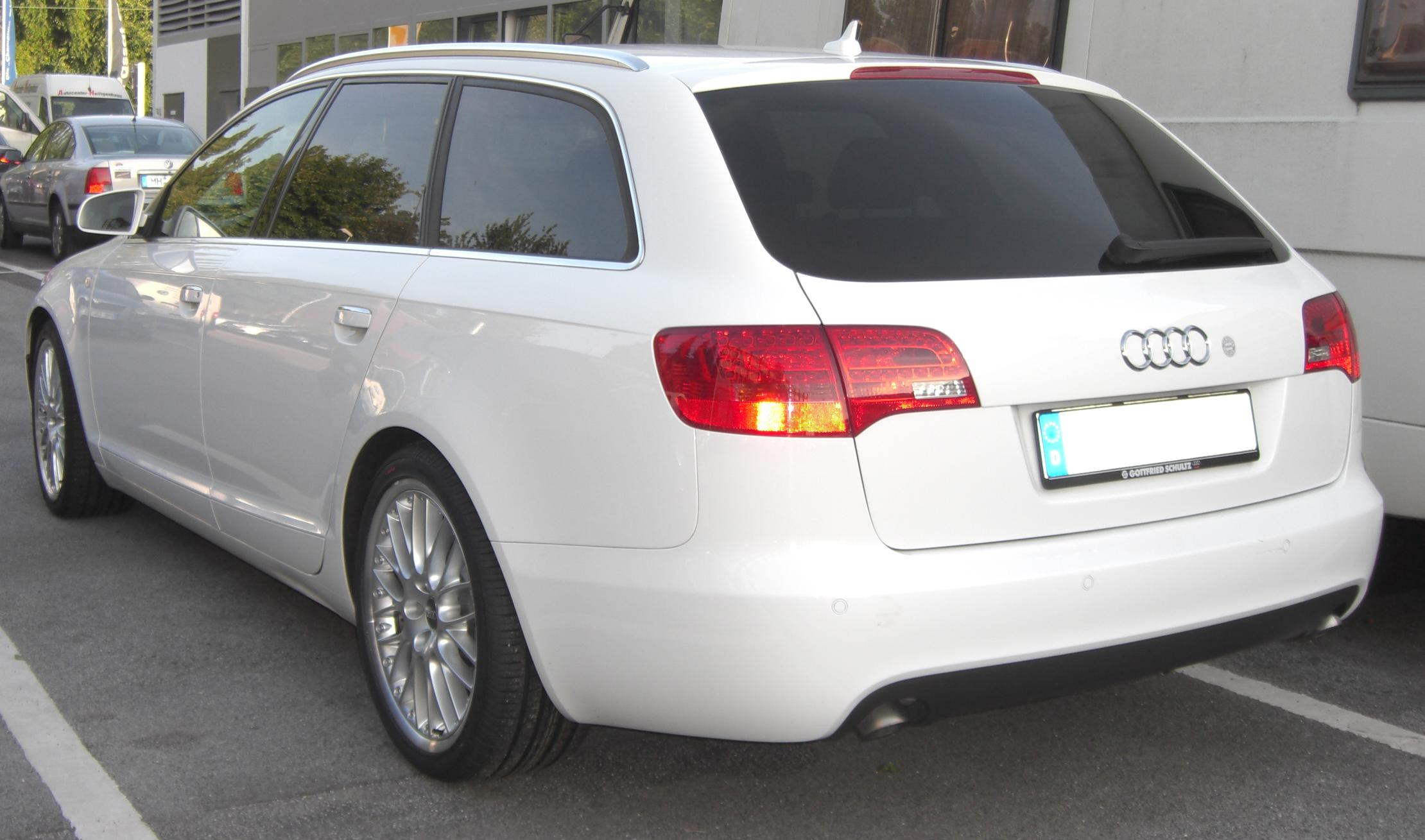
Audi A6 Avant (2005–2008)
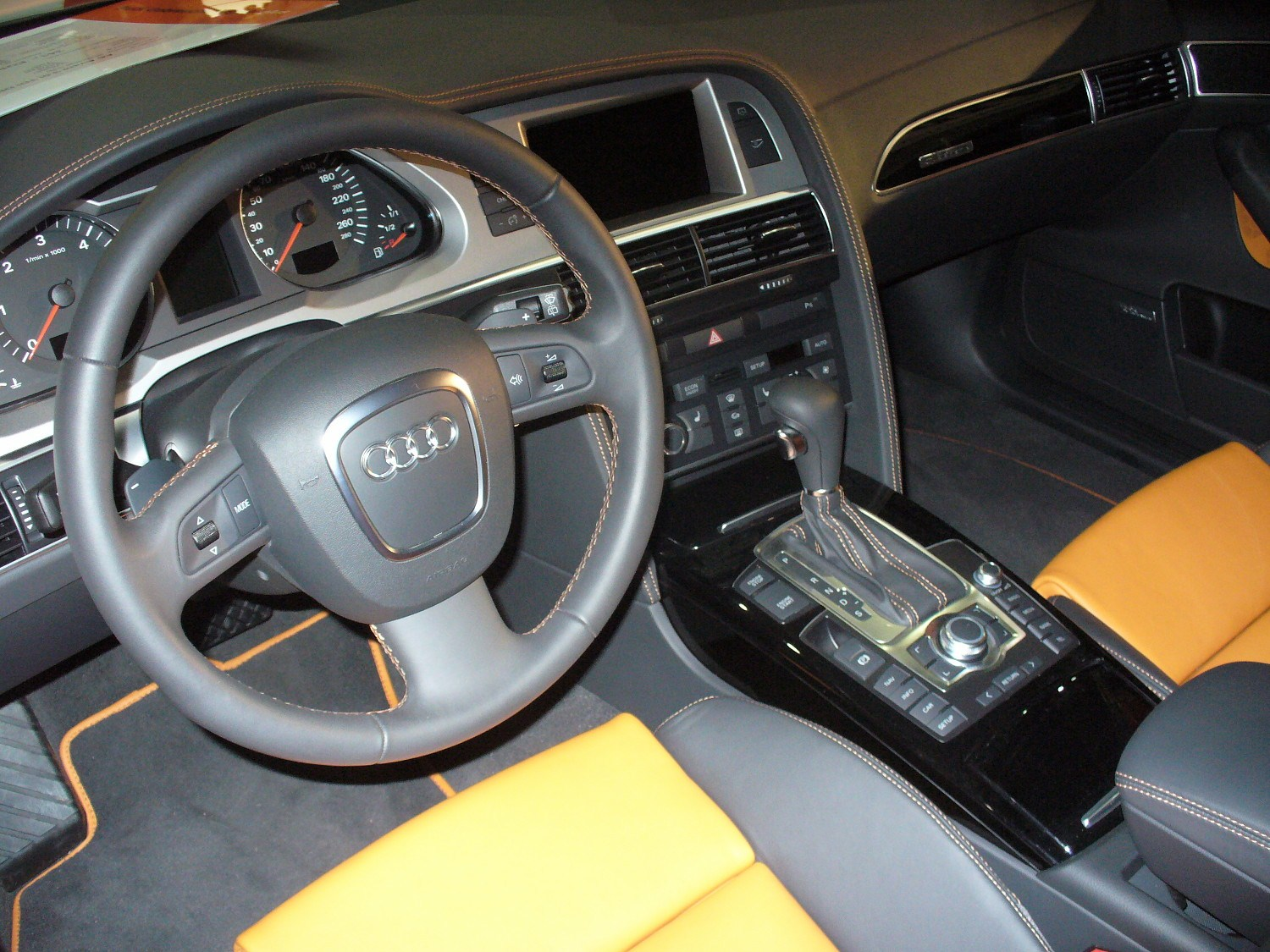
Innenraum

### Langversion
Ab 2005 gab es in China eine A6L genannte Langversion des A6. Sie ist 96 mm länger (5012 mm) und 26 mm höher (1485 mm) als der normale A6. Der Radstand liegt bei 2945 mm. Der Grundpreis betrug 32.826 €.

### Modellpflege
Im Herbst 2008 wurde der A6 überarbeitet. Äußerlich unterscheidet er sich danach von der vorherigen Ausführung vor allem durch das in den Scheinwerfern untergebrachte LED-Tagfahrlicht (nur in Verbindung mit Xenon-Scheinwerfern), die geänderten Heckleuchten mit LED-Technik, vergrößerte Außenspiegel mit integrierten Blinkern sowie ein geändertes Frontschürzen-Design mit kleineren Nebelscheinwerfern und vergrößerten Lufteinlässen. Der Singleframe-Grill wurde durchgängig gestaltet, das Nummernschild fand sich nun nicht mehr auf einem Stoßfänger-„Balken“ wieder.
Im Innenraum sind einige Details wie das Kombiinstrument neu gestaltet und verschiedene Dekoreinlagen mit Aluminiumoptik ergänzt worden. Das optionale Navigationssystem wurde um eine Festplatte erweitert sowie eine dreidimensionale Darstellung von Gebäuden sowie topographische Geländedarstellung eingeführt. Die Motoren wurden überarbeitet und die Motorenpalette mit neuen Motoren ergänzt. Zur Senkung des Verbrauchs wurde die Karosserie des A6 um 2 cm tiefergelegt und die beiden höchsten Gänge des Getriebes länger übersetzt. Daneben wurde das bis dahin mit Radinnensensoren funktionierende optionale Reifendruck-Kontrollsystem ersetzt durch das auch schon in anderen Modellen des VW-Konzerns verwendete Kontrollsystem ohne Innensensoren, das nicht mehr den Luftdruck in den einzelnen Reifen und die jeweilige Innentemperatur anzeigt, sondern nur noch größere Druckverluste.
Weitere Änderungen betrafen die Geräuschdämmung im Innenraum, die Fahrwerksabstimmung und unter anderem die Überarbeitung des 2.7-TDI-Motors, der danach maximal 140 kW (190 PS) leistete und maximal 400 Nm abgab. Trotz seiner Mehrleistung verbrauchte er weniger Kraftstoff.

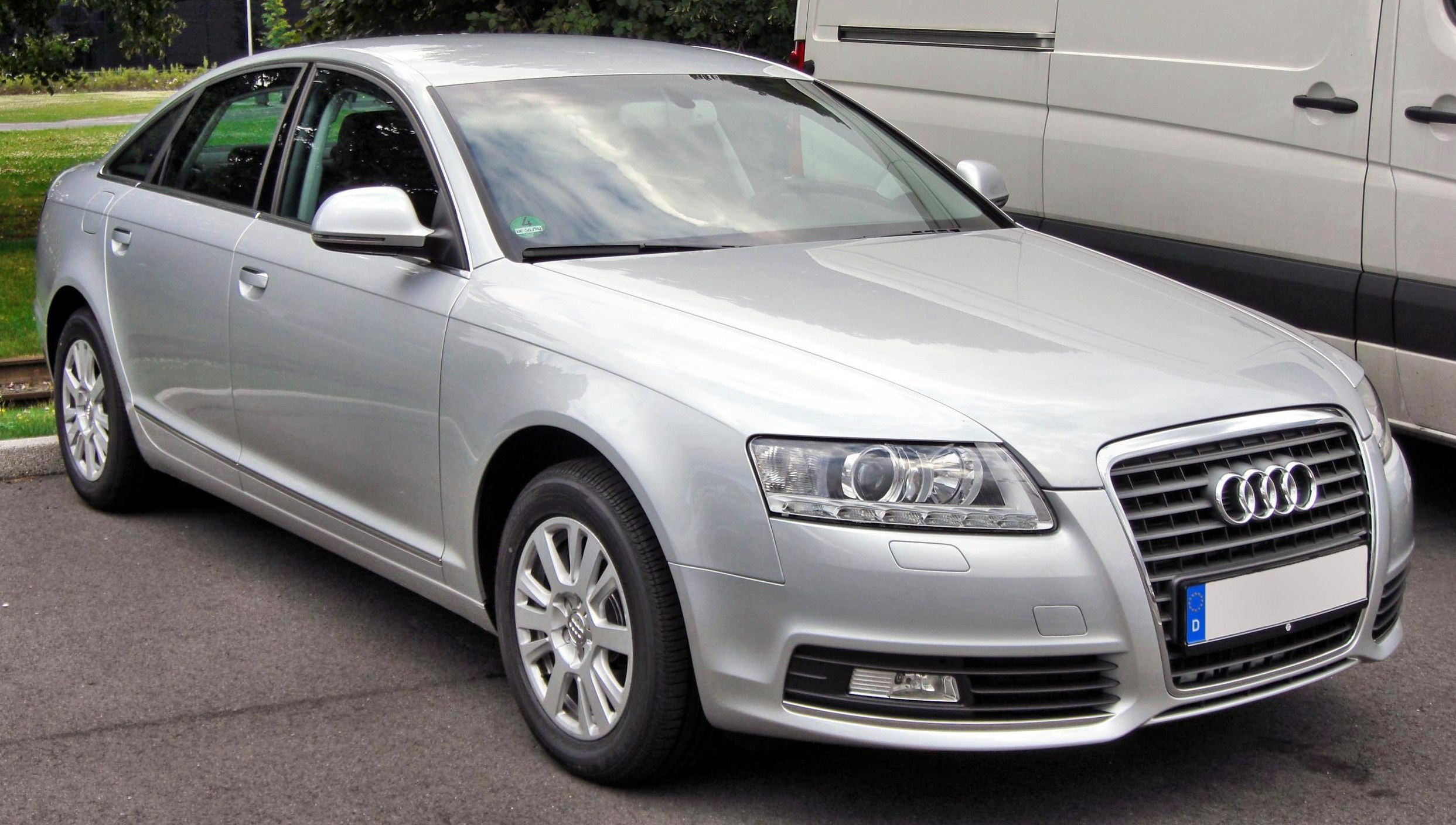
Audi A6 Limousine (2008–2011)
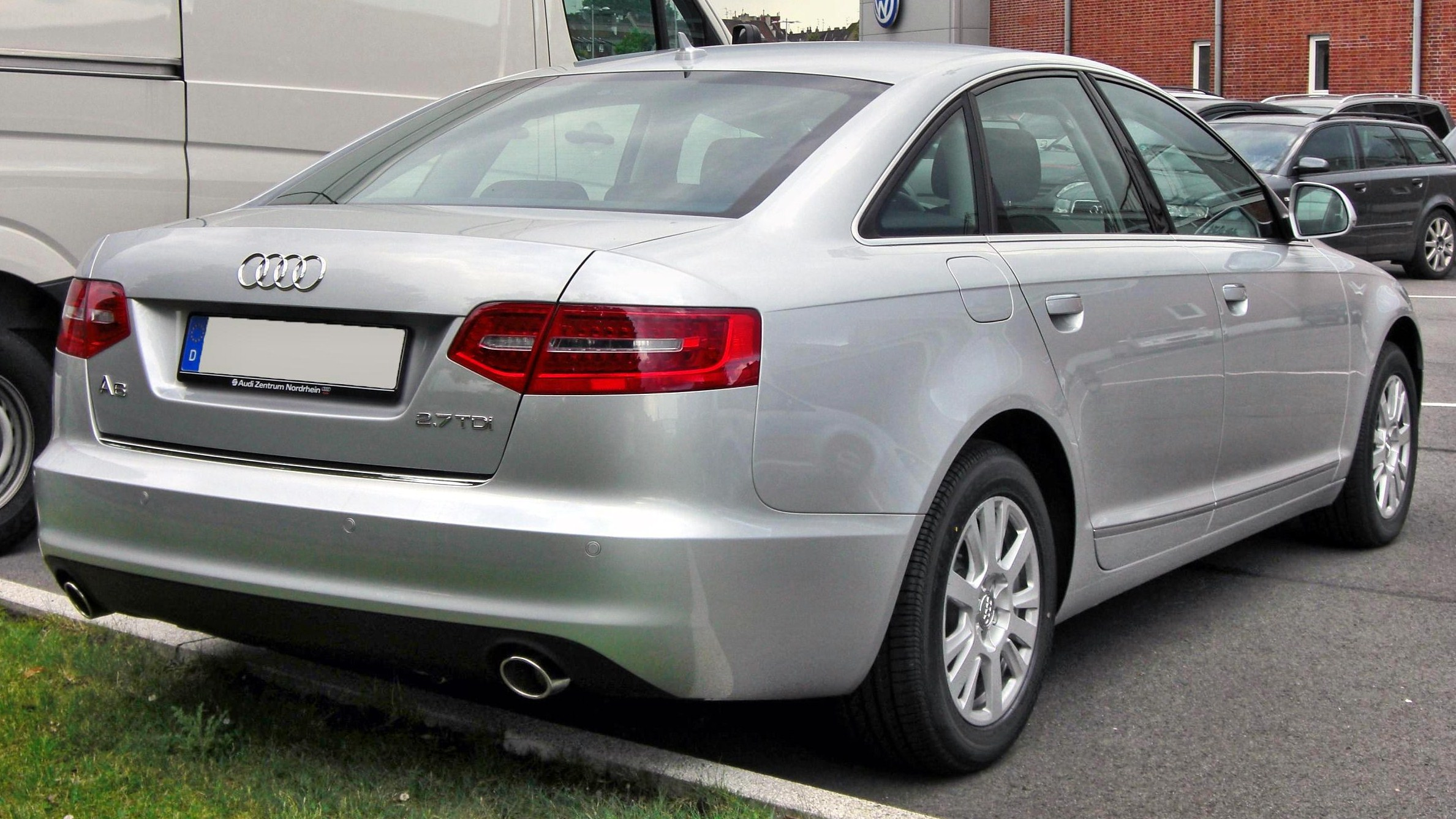
Heckansicht
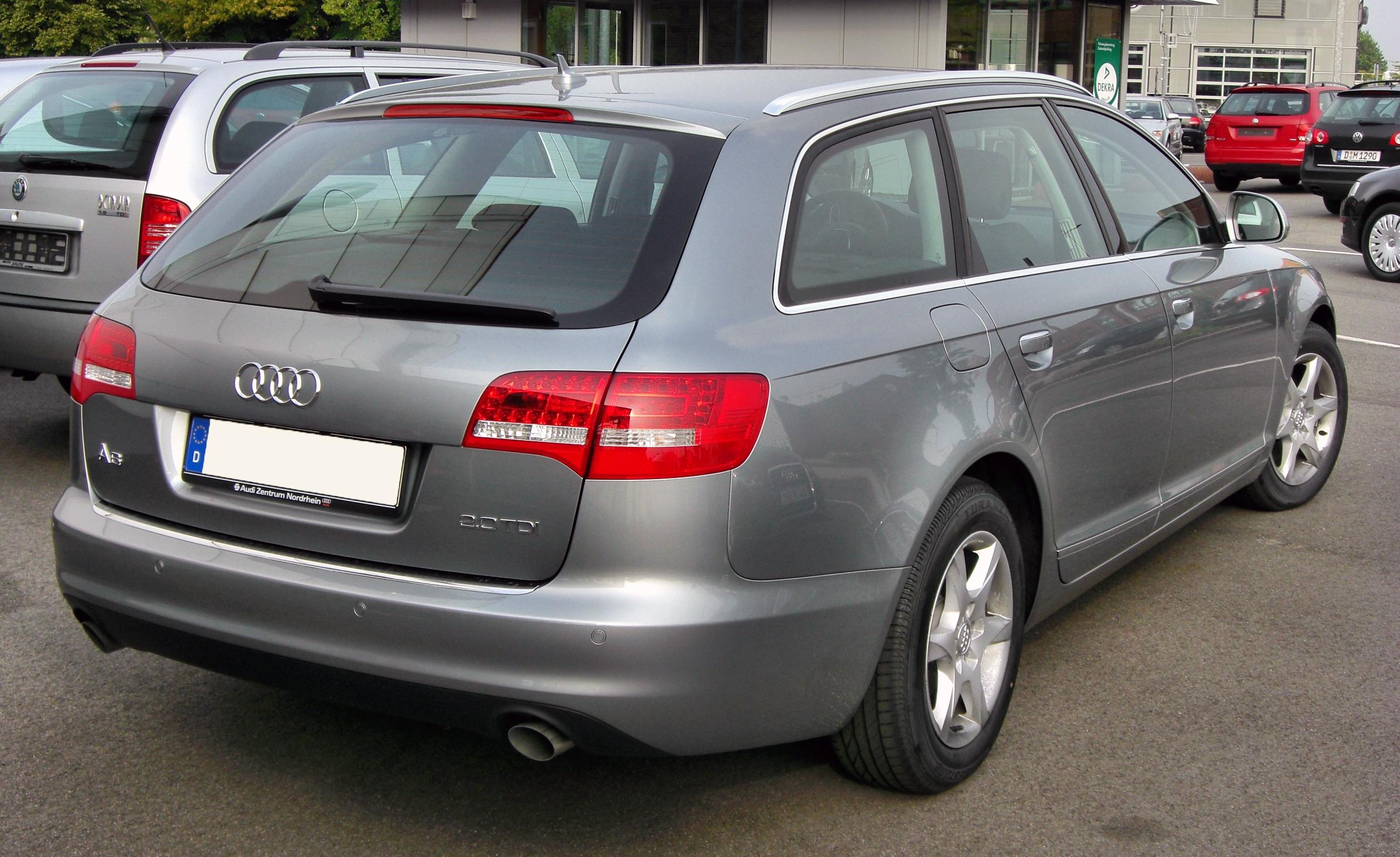
Audi A6 Avant (2008–2011)

## Sonderausstattungen
Die Liste der Sonderausstattungen für den A6 enthält Posten wie den Abstandsregeltempomat Adaptive Cruise Control (kurz ACC), die Adaptive Air Suspension genannte Luftfederung sowie dynamisches Kurvenlicht. Zudem ist der A6 eines der ersten Autos, die ab Werk mit einem Bluetooth-Autotelefon mit SIM Access Profile verfügbar sind (ab Produktionswoche 34/2006), anstatt nur einer einfachen Bluetooth-Freisprechanlage.

## Modelle und Motorisierungen

### Ottomotoren
| Modell     | Motorbauart             | Hubraum in cm³ | Ventile | max. Leistung in kW (PS) bei min−1 | max. Drehmoment in Nm bei min−1 | Getriebeart                     | Aufladung     | Motorkennbuchstabe | Kraftstoffverbrauch nach EWG-Richtlinie, kombiniert in l/100 km | Beschleunigung, 0–100 km/h | CO2-Emissionen in g/km | Bauzeit         |
| ---------- | ----------------------- | -------------- | ------- | ---------------------------------- | ------------------------------- | ------------------------------- | ------------- | ------------------ | --------------------------------------------------------------- | -------------------------- | ---------------------- | --------------- |
| 2.0 TFSI   | Reihenvierzylindermotor | 1984           | 16      | 125 (170) / 4300–6000              | 280 / 1800–4200                 | 6-Gang                          | Turbolader    | BPJ                | 7,5                                                             | 8,5 s                      | 174                    | 04/2005–05/2011 |
| 2.0 TFSI   | Reihenvierzylindermotor | 1984           | 16      | 125 (170) / 4300–6000              | 280 / 1800–4200                 | multitronic                     | Turbolader    | BPJ                | 7,8                                                             |                            | 181                    | 04/2005–05/2011 |
| 2.4        | Sechszylinder-V-Motor   | 2393           | 24      | 130 (177) / 6000                   | 230 / 3000–5000                 |                                 | -             | BDW                | 9,7                                                             | 9,2 s                      | 233                    | 02/2004–08/2008 |
| 2.8 FSI    | Sechszylinder-V-Motor   | 2773           | 24      | 140 (190) / 5000–6800              | 280 / 3000–4500                 | 6-Gang                          | -             | CCDA               | 8,3                                                             | 8,2 s [8,4 s]              | 194                    | 08/2008–05/2011 |
| 2.8 FSI    | Sechszylinder-V-Motor   | 2773           | 24      | 140 (190) / 5000–6800              | 280 / 3000–4500                 | multitronic                     | -             | CCDA               | 8,7                                                             | 8,2 s [8,4 s]              | 199                    | 08/2008–05/2011 |
| 2.8 FSI    | Sechszylinder-V-Motor   | 2773           | 24      | 154 (209) / 5750–6800              | 280 / 3000–5000                 |                                 | -             | BDX                | 8,8                                                             | 7,9 s [8,4 s]              | 209                    | 10/2006–08/2008 |
| 2.8 FSI    | Sechszylinder-V-Motor   | 2773           | 24      | 162 (220) / 5750–6800              | 280 / 3000–4500                 | multitronic tiptronic (quattro) | -             | CCEA               | 8,4                                                             | 7,3 s [7,7 s]              | 196                    | 08/2008–05/2011 |
| 3.0 TFSI   | Sechszylinder-V-Motor   | 2995           | 24      | 213 (290) / 4850–6800              | 420 / 2500–4850                 |                                 | Kompressor    | CAJA               | 9,4                                                             | 6 s                        | 219                    | 08/2008–05/2011 |
| 3.2 FSI    | Sechszylinder-V-Motor   | 3123           | 24      | 188 (256) / 6500                   | 330 / 3250                      |                                 | -             | AUK                | 9,7                                                             | 7,0 s [6,8 s]              | 233                    | 02/2004–08/2008 |
| 4.2        | Achtzylinder-V-Motor    | 4163           | 40      | 246 (335) / 6600                   | 420 / 3500                      |                                 | -             | BAT                | 11,7                                                            | 6,0 s                      | 281                    | 02/2004–04/2006 |
| 4.2 FSI    | Achtzylinder-V-Motor    | 4163           | 32      | 257 (350) / 6800                   | 440 / 3500                      |                                 | -             | BVJ                | 10,2                                                            | 5,9 s                      | 244                    | 04/2006–11/2010 |
| S6 (FSI)   | Zehnzylinder-V-Motor    | 5204           | 40      | 320 (435) / 6800                   | 540 / 3000–4000                 |                                 | -             | BXA                | 12,6                                                            | 5,2 s                      | 299                    | 03/2006–12/2010 |
| RS6 (TFSI) | Zehnzylinder-V-Motor    | 4991           | 40      | 426 (580) / 6250–6700              | 650 / 1500–6250                 |                                 | Bi-Turbolader | BUH                | 14,0                                                            | 4,5 s                      | 333                    | 01/2008–12/2010 |

Werte in [ ]: Fahrzeuge mit Quattro-Antrieb
1. 1 2 3 4  Auch mit Quattro-Antrieb erhältlich
2. 1 2 3 4 5  Nur mit Quattro-Antrieb erhältlich
3. ↑  Mit Kompressoraufladung
4. ↑  Mit BiTurbo-Aufladung

### Dieselmotoren
| Modell    | Motorbauart             | Hubraum in cm³ | Ventile | max. Leistung in kW (PS) bei min−1                      | max. Drehmoment in Nm bei min−1                               | Aufladung  | Motorkennbuchstabe | Einspritzsystem | Kraftstoffverbrauch nach EWG-Richtlinie, kombiniert in l/100 km | Beschleunigung, 0–100 km/h | CO2-Emissionen in g/km | Bauzeit         |
| --------- | ----------------------- | -------------- | ------- | ------------------------------------------------------- | ------------------------------------------------------------- | ---------- | ------------------ | --------------- | --------------------------------------------------------------- | -------------------------- | ---------------------- | --------------- |
| 2.0 TDI e | Reihenvierzylindermotor | 1968           | 16      | 100 (136) / 4000                                        | 320 / 1750–2500                                               | Turbolader | CAGB               | Common-Rail     | 5,3                                                             | 10,4 s                     | 139 – 155 (A)          | 08/2008–05/2011 |
| 2.0 TDI   | Reihenvierzylindermotor | 1968           | 16      | 103 (140) / 4000                                        | 320 / 1750–2500                                               | Turbolader | BLB, BRE           | Pumpe-Düse      | 6,3–6,7                                                         | 10,3 s                     | 172 – 181 (A)          | 04/2004–08/2008 |
| 2.0 TDI   | Reihenvierzylindermotor | 1968           | 16      | 125 (170) / 4200                                        | 350 / 1750–2500                                               | Turbolader | CAHA               | Common-Rail     | 5,8–5,9                                                         | 8,9 s                      | 152 – 154 (A)          | 10/2008–05/2011 |
| 2.7 TDI   |                         | 2698           |         | 120 (163)                                               |                                                               | Turbolader | BSG                | Common-Rail     |                                                                 |                            |                        |                 |
| 2.7 TDI   | Sechszylinder-V-Motor   | 2698           | 24      | 132 (180) / 3300–4250 (1) (2) 132 (180) / 3300–4500 (3) | 380 / 1400–3300                                               | Turbolader | BPP                | Common-Rail     | 7,0–7,3                                                         | 8,3 s [8,9 s]              | 192 [226]              | 10/2004–08/2008 |
| 2.7 TDI   | Sechszylinder-V-Motor   | 2698           | 24      | 140 (190) / 3500–4400                                   | 380 / 1400–3500 (1) 400 / 1400–3500 (2) (450 / 1750–2250) (3) | Turbolader | CANA, CANC         | Common-Rail     | 6,2–6,5 [6,5–7,1]                                               | 7,9 s [8,2 s]              | 164 [189]              | 08/2008–05/2011 |
| 3.0 TDI   | Sechszylinder-V-Motor   | 2967           | 24      | 165 (224) / 4000                                        | 450 / 1400–3250                                               | Turbolader | BMK                | Common-Rail     | 7,9–8,5                                                         | 7,1 s [7,3 s]              | [221 – 232 (A)]        | 02/2004–04/2006 |
| 3.0 TDI   | Sechszylinder-V-Motor   | 2967           | 24      | 171 (233) / 4000                                        | 450 / 1400–3250                                               | Turbolader | ASB                | Common-Rail     | 8,0–8,5                                                         | 6,9 s [7,1 s]              | [218 – 227 (A)]        | 04/2006–08/2008 |
| 3.0 TDI   | Sechszylinder-V-Motor   | 2967           | 24      | 176 (240) / 4000–4400                                   | 500 / 1500–3000                                               | Turbolader | CDYA, CDYC         | Common-Rail     | 6,7–7,1                                                         | 6,6 s [6,8 s]              | [179 – 189 (A)]        | 08/2008–05/2011 |

Werte in [ ]: Fahrzeuge mit Quattro-Antrieb
1. 1 2 3 4  Nur mit Dieselpartikelfilter erhältlich
2. 1 2 3  Mit oder ohne Dieselpartikelfilter erhältlich
3. 1 2  Auch mit Quattro-Antrieb erhältlich
4. 1 2  Nur mit Quattro-Antrieb erhältlich